# ホームサイン
ホームサインとは、手話を身につけてない、孤立している聴覚障害者が、ごく身近な人とコミュニケーションする時に使用する「身振り手振り」である。
ホームサインは手話と違い、文法が無い。単語数は50程度しかないと言われている。また、使用者固有のホームサインを知らなかったら、同じ聴覚障害者でも全く通じない。20～30年以上前の日本では、聾学校に行けずに孤立している聴覚障害者がいた。そのような人は農村部に多かった。さらに、戦前では全国各地にもっといた。そのため、現在日本の聴覚障害老人の中には、ホームサインのみの使用者がいる。なお、現在の若い世代で、学校にも行かずに孤立している聴覚障害者はいないとされる（不登校、引きこもりは除く）。
世界各国の貧しい地域では、ホームサインを使ってごく身近な人とわずかな意思疎通を図る聴覚障害者がいる。